# عملية غواصات ريجين بوجن
عملية غواصات ريجين بوجن ((بالألمانية: Regenbogen-Befehl)‏ ، "قوس قزح Order") كان الاسم الرمزي لعملية الإغراق الجماعية المخططة لأسطول غواصات يو الألمانية لتجنب الاستسلام للحلفاء في نهاية الحرب العالمية الثانية.

## خلفية

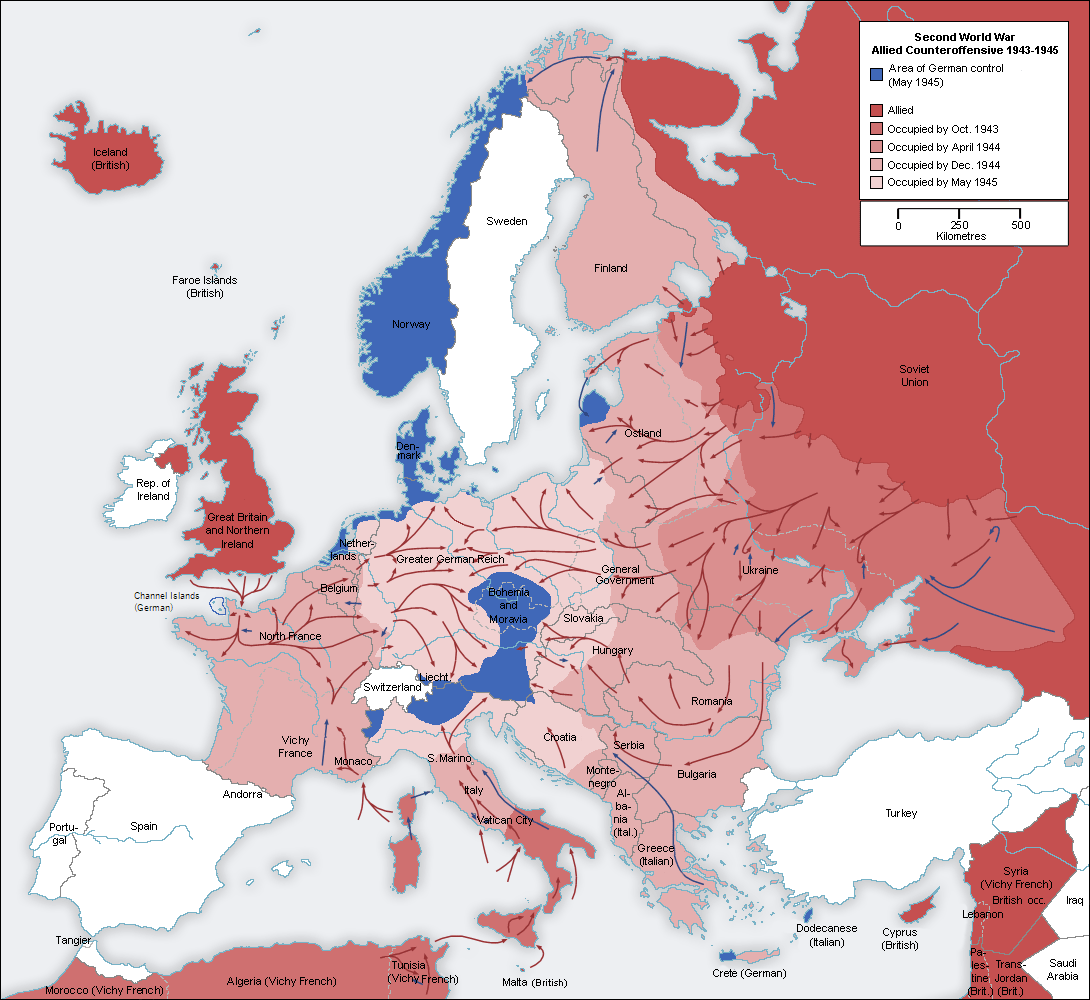
الأرض التي سيطر عليها المحور في نهاية الحرب في أوروبا تظهر باللون الأزرق.

في بداية مايو 1945، كانت ألمانيا النازية تنهار تحت هجوم الحلفاء.
أستولى السوفيت على برلين، وفي 30 أبريل انتحر هتلر. وكان قد عين الأدميرال كارل دونيتز رئيسًا للدولة والقائد الأعلى للقوات المسلحة. كانت القوات الأمريكية قادمة من الغرب والقوات السوفيتية من الشرق واجتمعو بالفعل في تورجاو، مما أدى إلى قسم الرايخ إلى قسمين، بينما كانت المجموعة الحادية والعشرون في الجيش على وشك الاستيلاء على هامبورغ والموانئ الألمانية الأخرى.
لم تكن حالة البحرية الألمانية أفضل حالًا. وبقيت برنس اوجين من سفنها الرئيسية التي لم تدمر ولجأ إلى كوبنهاغن. كانت غواصة يو الوحيدة القادرة على مواصلة القتال وبقي للبحرية الألمانية 470 غواصة. وكان حوالي 170 من هذه الغواصة العاملة (غواصات على الجبهة) تعمل بشكل أساسي في النرويج المحتلة، و 200 غواصة آخرى في مراحل مختلفة من البناء والتكليف والعمل. وكانت هذه أساسا في الموانئ الألمانية الشمالية وعلى بحر البلطيق.
كرئيس للبحرية الألمانية والمسؤوول عن سلاح الغواصات، حرص دونيتز على عدم استسلام قوات الغواصات. لكنه كزعيم ألماني جديد كان حريصًا على تخليص ألمانيا من الحرب، وإذا أمكن تجنب أنتقام الحلفاء ولا سيما السوفيات. ولهذه الغاية فتح مفاوضات مع الحلفاء الغربيين، من خلال قائد الفريق الميداني المارشال مونتغمري التابع لمجموعة الجيوش أليد 21 في شمال ألمانيا.

## العملية
خلال شهر أيار (مايو)، بدأت البحرية في غراق غواصاتها قبل وصول الحلفا اليها.
في 1 مايو 1945، تم تحطيم 3 غواصات يو في Warnemünde ، خارج روستوك على ساحل بحر البلطيق، وهي أول موجة من الغواصات المغرقة والمرافق المدمرة.
في 2 مايو، تم العثور على 32 مغرقة في Travemünde بالقرب من لوبيك.
في 3 مايو، أرسل دونيتز كبير مساعديه فون فريدبرج إلى مونتغمري في لونبورغ لبدء مفاوضات الإعلان عن الهدنة مع الحلفاء الغربيين. تم رفض هذا الأمر، نظرًا لأن von Friedeburg لم يكن مخولًا للموافقة على الاستسلام الغير مشروط الذي أصر الحلفاء عليه. وفي 3 مايو أيضًا، تم إغراق 39 غواصة آخرى، كانت 32 منها في كيل و 7 أخرى في هامبورغ على ساحل بحر الشمال.
في 4 مايو، سمح القائد الأعلى للحلفاء أيزنهاور للقوات الألمانية في شمال غرب أوروبا، بما في ذلك القوات البحرية، بالاستسلام لهذا أصر مونتغمري على أن القوات البحرية الألمانية، بما في ذلك سلاح الغواصات يجب أن تستسلم. سيصبح هذا ساري المفعول في الساعة 8 صباحًا يوم 5 مايو. وفي الوقت نفسه، في 4 مايو، تم إغراق أربعة غواصات أخرى، اثنان في قناة كيل واثنان في فلنسبورغ.
في الساعات الأولى من يوم 5 مايو، تم إصدار أمر Regenbogen، ليتم الرد عليه بعد 8 دقائق فقط،  لتجنب تعريض مفاوضات الاستسلام للخطر، وفي وقت لاحق من ذلك اليوم، تم إصدار أوامر لجميع غواصات يو العاملة بوقف الأعمال القتالية. على الرغم من ذلك، تم تدمير 87 غواصة آخرى في 5 مايو؛ 64 على بحر البلطيق (41 في خليج جيلتينغ و 13 في فلنسبورغ و 10 في نقاط أخرى مختلفة)، بينما تم التخلص من 23 غواصة على ساحل بحر الشمال و 13 في فيلهلمسهافن و 10 في مصب فيزر.
في 6 مايو، لم تكن هناك عمليات اغراق أخرى، ولكن في 7 مايو تم تحطيم مركبي والتر في كوكسهافن. على مدار الأسبوع الماضي تم إغراق ما لا يقل عن 195 غواصة يو.
في 8 مايو، استسلمت ألمانيا دون قيد أو شرط؛ استسلمت الوحدات البحرية المتبقية، بما في ذلك غواصات يو المتبقية لقوات الحلفاء. تم تسليم ما لا يقل عن 150 غواصة يو إلى قوات الحلفاء، إما في البحر أو في قواعد عملياتها. تم تسليم 52 غواصة في عرض البحر، إما في دورية أو أثناء العبور، و 98 في الميناء، معظمهم في النرويج وفي قواعد في ألمانيا والدنمارك وفرنسا. أربعة قوارب يو وطواقمها فروا إلى موانئ محايدة؛ اثنان (U-1277 و U-963) إلى البرتغال واثنان (U-530 و U-977) إلى الأرجنتين.

## خاتمة
يتم تقديم أرقام مختلفة لأرقام غواصات يو المشاركة خلال هذه الفترة؛ كيمب يقدرها ب218 غواصة تم اغراقها، و 154 استسلمت. Tarrant يعطي نفس التقديرات. أما بلير فيقدرها ب222 مغرقة و 174 مستسلمة.